# ستيوارت دوغلاس
ستيوارت دوغلاس (بالإنجليزية: Stuart Douglas)‏ (9 أبريل 1978 بمنطقة أنفيلد في المملكة المتحدة - ) هو لاعب كرة قدم بريطاني في مركز الهجوم. لعب مع أكسفورد يونايتد وروشدين ودايموندز ونادي روفانييمن بالوسورا ونادي كرولي تاون ونادي لوتون تاون ونيوبورت كونتي وDorchester Town F.C. ‏ ونادي باث سيتي وداغنهام وريدبريدج ونادي ويموث ونادي بول تاون ونادي بوسطن يونايتد.

## وصلات خارجية
- ستيوارت دوغلاس على موقع قاعدة بيانات كرة القدم.إي يو (الإنجليزية)
- ستيوارت دوغلاس على موقع Soccerbase.com (لاعب) (الإنجليزية)